# Deniola Kuraja
Deniola Kuraja é uma maestra e pianista albanesa.

## Vida e carreira
Kuraja estudou piano na Escola de Música Jan Kukuzeli em Durrës de 1983 a 1991 e com Anita Tartari na Universidade de Artes de Tirana de 1994 a 1999. Estudou também com Francesco Monopoli no Conservatorio di Música N. Piccinni em Bari (Itália) e é aluna de mestrado de Till Engel, Gerard Fremy, Anna Maria Stainczyk, Michele Campanella, Manon-Liu Winter. A partir de 2009, Kuraja estudou regência na Universidade de Música, Drama e Média de Hanôver com Eiji Oue e Martin Brauß. É também uma aluna de mestrado de Michael Dittrich.
Começou a sua carreira como acompanhante de piano para as classes de violino e flauta na Universidade das Artes em Tirana. Kuraja foi também pianista de ensaio no Teatro Nacional de Ópera e Ballet em Tirana, na Ópera e Ballet macedónio em Skopje (Macedónia), na Ópera do Estado de Hanôver e pianista para as classes de ópera e condução de ópera na Universidade de Música, Drama e Media de Hanôver.
Como pianista, apareceu cedo em concerto com obras virtuosas, por exemplo, o Andante spianato e Grande Polonaise brillante em E-flat major Op. 22 de Frédéric Chopin, acompanhado pela Orquestra do Teatro Nacional de Ópera e Ballet em Tirana e pela Orquestra Sinfónica da Rádio Televisão Albanesa. O seu repertório activo inclui obras como o Concerto para Piano nº 3 em Re menor de Sergei Rachmaninoff (Op. 30) e as Variações sobre "La ci darem la mano" Op. 2 de Frédéric Chopin. Kuraja aparece também como acompanhante de canções e em música de câmara, aqui com o pianista albanês Endri Nini, entre outros.
Kuraja é Directora Artística do Teatro Nacional de Ópera e Ballet de Tirana. Aparece internacionalmente, por exemplo, frequentemente na Alemanha como maestra no Teatro Municipal de Hildesheim e numerosas aparências de ópera no Staatstheater de Kassel.

## Honras e prémios
- 1994: 1º prémio no concurso de piano The Young Pianist em Tirana, no Teatro Nacional de Ópera e Ballet
- 1997: Laureada nos Concursos Cesk Zadeja e Toni Harapi em Tirana
- 2006: Bolsa de estudo do Istituto Italiano di Cultura para o Conservatorio di Musica N. Piccinni em Bari